# Kapila (myśliciel indyjski)
Kapila – myśliciel indyjski z VIII w. p.n.e., założyciel szkoły filozoficznej sankhja
(jednej z sześciu najważniejszych szkół filozoficznych Indii), która stała się podstawą teoretyczną systemu jogi. Niewiele jednak wiadomo o początkach „czystej" sankhji stworzonej przez Kapilę, gdyż nie zachowały się żadne pisma przedstawiające tę filozofię. Klasyczna postać sankhji bazuje przede wszystkim na naukach Iśwarakryszny (ok. IV w. n.e.). Można przypuszczać, że pierwotna sankhja miała charakter teistyczny, jednak Iśwarakryszna nadał jej charakter dualistyczny i ateistyczny.